# 宮沢和樹
宮沢 和樹（みやざわ かずき、1964年（昭和39年） - ）は、日本の実業家。祖父は宮沢賢治の実弟である宮澤清六。曾祖父は宮沢政次郎。姓の表記については、正字体の「宮澤」が用いられたこともある（特に2000年代まで）。

## 来歴
岩手県花巻市に生まれる。母の宮沢潤子は清六の娘（次女）、父は宮沢賢治記念館館長を務めた宮沢雄造で、清六の娘婿だった。
幼稚園までは花巻市で暮らしたが、父の雄造が宮城県仙台市職員だったことから小学校から高等学校までは仙台市で育つ。高等学校在学中の1982年、花巻市に宮沢賢治記念館が開館し、雄造は花巻市職員に転じて後に館長となった。
高校卒業後は立正大学に進学。この背景には、将来賢治に関わることになる可能性を意識し始めていたところに、清六から「ある程度仏教のことや『法華経』のことを知っておかないと将来困るよ」と助言された事情もあった。立正大学文学部哲学科を卒業後は、盛岡市に本拠を置く民芸品店「光原社」の仙台支店に勤務した。
1989年、宮沢賢治の研究者である原子朗の紹介でイギリスに渡る。大英博物館に勤務し、図書館の学芸員（原から紹介された）の「アシスタントのような仕事」に就いた。イギリス滞在中に妻となる女性と出会っている。在英中には日本語の「活字」への渇望感から、初めて宮沢賢治全集を通読したという。
帰国後の1994年に花巻市内に「林風舎」を設立し、賢治の事跡の伝承や作品・肖像を守ることを目的に活動している。「林風舎」の名前は賢治の童話『北守将軍と三人兄弟の医者』の登場人物であるリンプーから取られている。賢治の遺稿や遺品のうち、主な作品の原稿などは清六から花巻市に寄贈されていたが、それ以外の下書きやメモは清六の手元に残されており、それらの管理を会社組織として対応することも林風舎を作った理由として挙げている。
祖父の清六とは小学生の頃には学休期に帰省する形で花巻に滞在してともに過ごしていた。大学生になる頃まで、清六から賢治作品の読書を求められることはなかったという。大学在学中に興味を持って賢治について尋ねると必ず返答をもらった。そのほか賢治にまつわるエピソードや作品に関する話を聞く。その時期でも清六は賢治について「これはある程度、知っておいたほうがいいよ」とは言っても、賢治全集の読書や賢治の年譜の習得などを和樹に対して命じることはなかった。帰国後も不明な点が出て相談するごとに清六はそれに答えたという。清六は晩年に近づくにつれ、賢治に関して自身が表に出ることを控えていったが、和樹に対しては「人に望まれてやるのなら、お前だったらいいぞ」と容認するようになった。清六死後の2003年以降、それまで断っていた賢治に関する講演活動を始める。
母は2024年4月に死去した。

## 著書
- 『宮沢賢治 魂の言葉』KKロングセラーズ、2011年
- 『わたしの宮沢賢治――祖父・清六と「賢治さん」』ソレイユ出版、2021年